# Meteosat

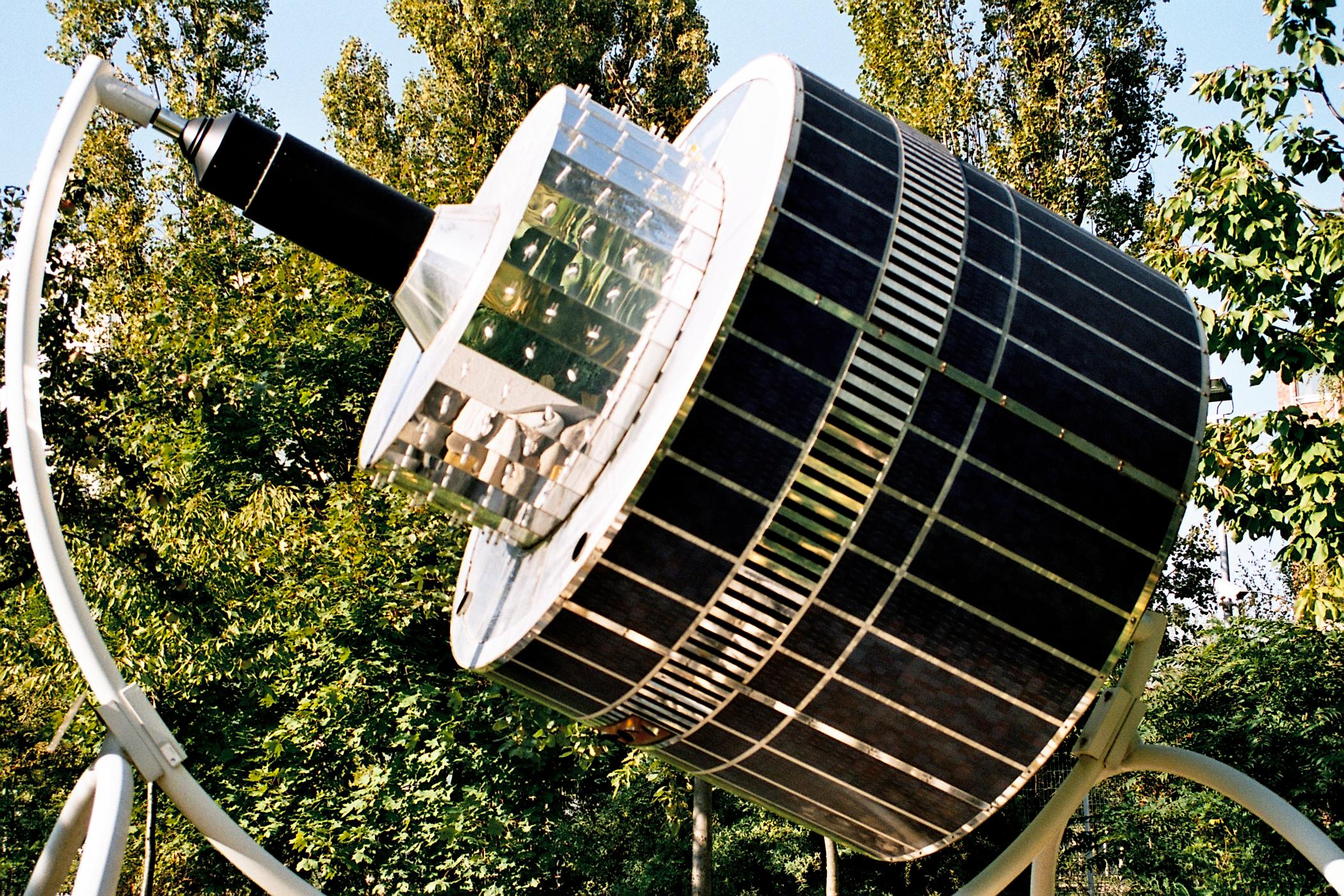
Um METEOSAT de primeira geração.

Meteosat, é a denominação de uma família de satélites meteorológicos geoestacionários desenvolvidos para a Agência Espacial Europeia (ESA) e operados pela EUMETSAT, que permitem a observação contínua e precisa de uma região específica da Terra, que seja objeto de estudo no momento.
Esse programa vem sendo muito bem sucedido. Em 2007, completou 30 anos de operação contínua. Em 2010, dois satélites de primeira geração (Meteosat 6 e Meteosat 7), ainda estavam em atividade.

## Frota de satélites
| Satélite    | Fabricante                          | Data do lançamento     | Veículo de lançamento | Estado    | Nota                                       |
| ----------- | ----------------------------------- | ---------------------- | --------------------- | --------- | ------------------------------------------ |
| Meteosat 1  | Aérospatiale                        | 23 de novembro de 1977 | Delta 2914            | Inativo   | [ 2 ]                                      |
| Meteosat 2  | Aérospatiale                        | 19 de junho de 1981    | Ariane 1              | Inativo   | [ 2 ]                                      |
| Meteosat 3  | Aérospatiale                        | 15 de junho de 1988    | Ariane-44LP H10       | Inativo   | [ 2 ]                                      |
| Meteosat 4  | Aérospatiale                        | 6 de março de 1989     | Ariane-44LP H10       | Inativo   | Também conhecido por MOP-1                 |
| Meteosat 5  | Aérospatiale                        | 2 de março de 1991     | Ariane-44LP H10       | Inativo   | Também conhecido por MOP-2                 |
| Meteosat 6  | Aérospatiale                        | 20 de novembro de 1993 | Ariane-44LP H10+      | Inativo   | Também conhecido por MOP-3                 |
| Meteosat 7  | Aérospatiale                        | 2 de setembro de 1997  | Ariane-44LP H10-3     | Ativo     | Também conhecido por MTP                   |
| Meteosat 8  | Alcatel Space                       | 28 de agosto de 2002   | Ariane-5G             | Ativo     | Também conhecido por MSG-1                 |
| Meteosat 9  | Alcatel Space                       | 2 de março de 1991     | Ariane-5GS            | Ativo     | Também conhecido por MSG-2                 |
| Meteosat 10 | Alcatel Space                       | 20 de novembro de 1993 | Ariane-5ECA           | Ativo     | Também conhecido por MSG-3                 |
| Meteosat 11 | Alcatel Space                       | 15 de julho de 2015    | Ariane-5ECA           | Ativo     | Também conhecido por MSG-4                 |
| Meteosat 12 | Thales Alenia Space OHB-System GmbH | Planejado para 2019    | Ariane-5ECA           | Ordenado  | Também conhecido por MTG-I 1               |
| Meteosat 13 | Thales Alenia Space OHB-System GmbH | Planejado para 2021    | Ariane-5ECA           | Ordenado  | Também conhecido por MTG-S 1 e Sentinel 4A |
| Meteosat 14 | Thales Alenia Space OHB-System GmbH | Planejado para 2023    | Ariane-5ECA           | Ordenado  | Também conhecido por MTG-I 2               |
| Meteosat 15 | Thales Alenia Space OHB-System GmbH | Planejado para 2026    |                       | Planejado | Também conhecido por MTG-I 3               |
| Meteosat 16 | Thales Alenia Space OHB-System GmbH | Planejado para 2029    |                       | Planejado | Também conhecido por MTG-S 2 e Sentinel 4B |
| Meteosat 17 | Thales Alenia Space OHB-System GmbH | Planejado para 2031    |                       | Planejado | Também conhecido por MTG-I 4               |